# Нуресільський сільський округ
Нуресі́льський сільський округ (каз. Нұресіл ауылдық округі, рос. Нуресильский сельский округ) — адміністративна одиниця у складі Цілиноградського району Акмолинської області Казахстану. Адміністративний центр — село Нуресіль.
Населення — 2458 осіб (2021; 2598 у 2009, 2017 у 1999, 2112 у 1989).
Станом на 1989 рік існувала Воздвиженська сільська рада (села Воздвиженка, Литовка, Новостройка, Островне, Роздольне). Села Островне та Литовка були ліквідовані 2000 року. До 2016 року округ називався Воздвиженським.

## Склад
До складу округу входять такі населені пункти:
| Населений пункт   | Населення, осіб (1989) | Населення, осіб (1999) | Населення, осіб (2009) | Населення, осіб (2021) |
| ----------------- | ---------------------- | ---------------------- | ---------------------- | ---------------------- |
| Жана-Жайнак, село | 520                    | 589                    | 549                    | 396                    |
| Литовка, село     | 93                     | 0                      | -                      | -                      |
| Нуресіль, село    | 1027                   | 1094                   | 1690                   | 1729                   |
| Островне, село    | 183                    | 0                      | -                      | -                      |
| Роздольне, село   | 289                    | 334                    | 359                    | 333                    |